# Valle del Kashmir

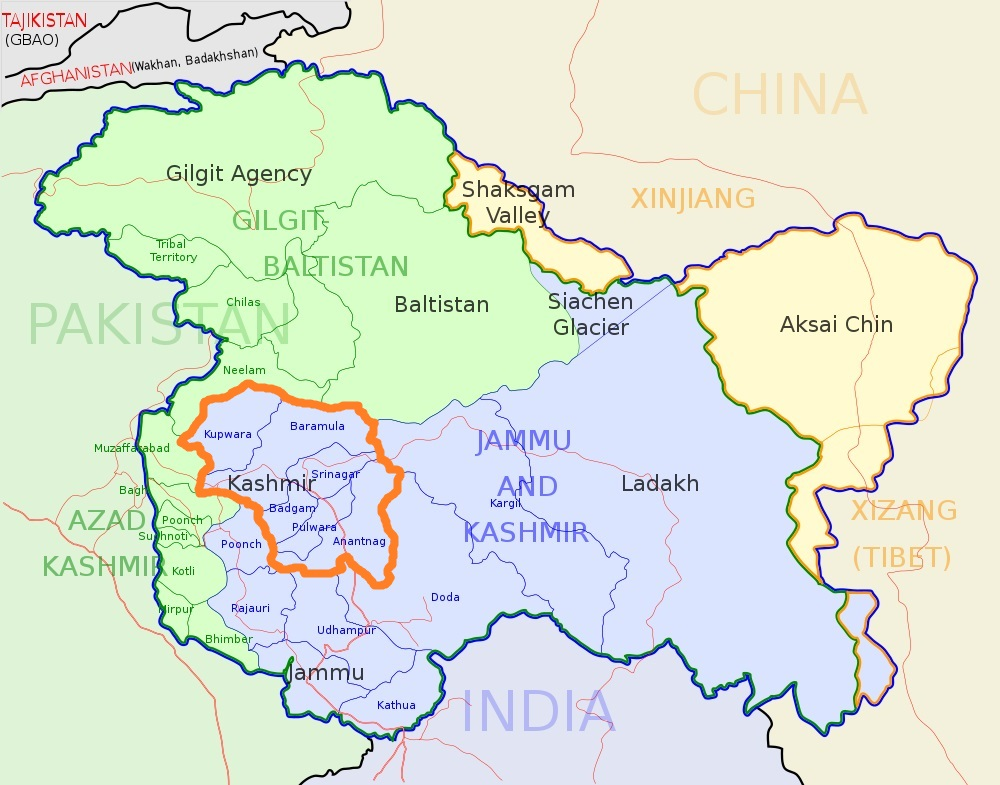
Localizzazione della valle.

La valle del Kashmir, in hindi कश्मीर वादी; kashmiri کشمِیر وادی, ossia Kashmīr Wādī, è una valle intermontana situata nella parte occidentale dello stato di Jammu e Kashmir, nell'India settentrionale. Essa misura 135 chilometri di lunghezza per 32 km. di larghezza nel suo punto massimo. Posta interamente entro i confini del settore del Kashmir sotto amministrazione indiana, è fiancheggiata dalla catena principale dell'Himalaya a nord-est e dalla catena del Pir Panjal a sud-ovest.

## Descrizione

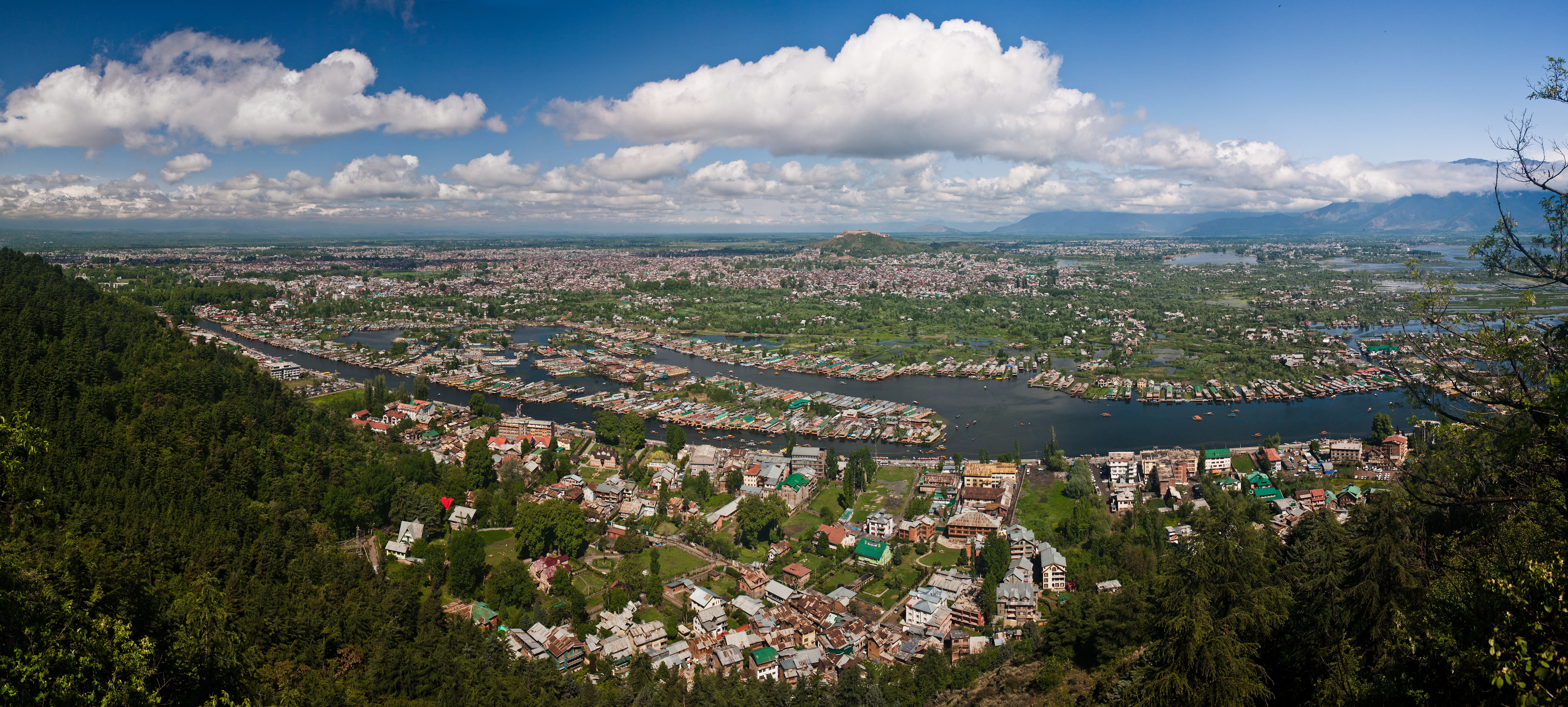
Vista panoramica di Srinagar nella Valle del Kashmir.

La valle del Kashmir è un antico bacino lacustre lungo circa 135 km e largo 32 km; situata a 1620 m di altitudine, è attraversata dal corso superiore del Jhelum. Cinta da montagne che svettano a 3600–4800 m, la vallata è posta al riparo dal monsone umido di sud-ovest.
La popolazione della regione del Kashmir si concentra nella valle, al centro della quale sorge Srinagar, capitale estiva del Jammu e Kashmir. Il fertile suolo alluvionale della regione consente la coltivazione di riso, granturco (mais), alberi da frutto e ortaggi, e l'aspetto pittoresco di montagne e laghi (in particolare il Wular, il Lago Dal e il Nagin) ha attratto nei secoli diverse popolazioni, e oggi molti turisti.
La valle era il luogo di riposo degli imperatori Moghul, in particolare di Jahāngīr, che regnò agli inizi del XVII secolo e fece costruire pittoreschi giardini ed edifici nella valle per sua moglie, l'imperatrice Nūr Jahān.

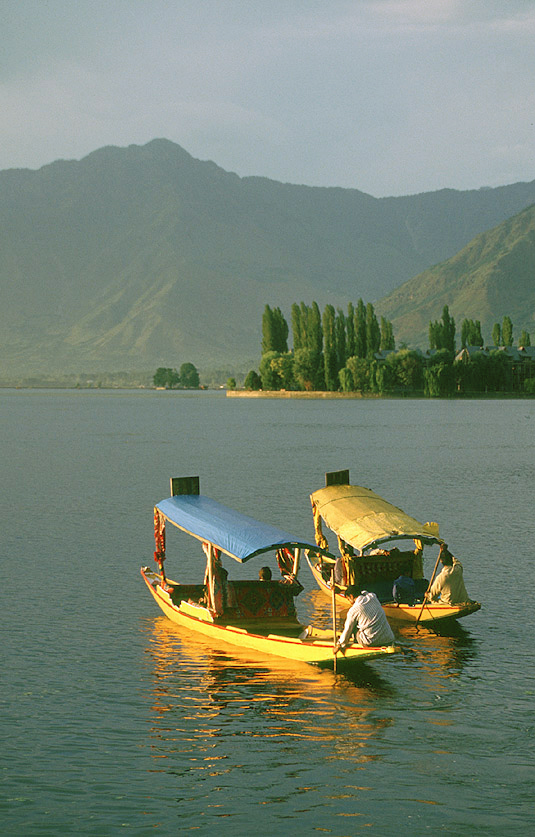
Shikara (battelli-taxi tradizionali) sul lago Dal.